# Action Man
 (janvier 2011).
Si vous disposez d'ouvrages ou d'articles de référence ou si vous connaissez des sites web de qualité traitant du thème abordé ici, merci de compléter l'article en donnant les références utiles à sa vérifiabilité et en les liant à la section « Notes et références ».

Logo actuel de la licence Action Man.

Action Man est le nom d'une gamme de figurines articulées de 30 cm commercialisée de 1966 à 1984 au Royaume-Uni par Palitoy sous licence d'Hasbro. Le jouet sera exporté sous ce nom dans d'autres pays.
Le nom Action Man sera repris par Hasbro pour commercialiser mondialement de 1993 à 2008 une gamme de figurines dont la réalisation diffère fortement de ses origines.

## Génération 1966-1984

Figurines Action Man au musée de l'Enfance de Londres.

À l'origine, l'idée d'une figurine articulée pour garçons est née chez Hasbro qui l'a commercialisée dès 1964 aux États-Unis sous le nom GI Joe.  Il est l'ancêtre d'Action Man.
Les mannequins bénéficient de 18 points d'articulations.
Le concept de l'époque résidait dans un personnage identique et interchangeable (bien qu'il existe différentes couleurs de cheveux et des mannequins barbus) qui pouvait vivre de multiples aventures grâce à des panoplies vendues séparément.
En 1966, Palitoy achète la licence à Hasbro et lance la gamme au Royaume-Uni,,.
Au début, Palitoy commercialise des références identiques à la gamme américaine GI Joe.  Avec le temps, Palitoy développe ses propres références.
Le réalisme et le niveau de finition atteint est particulièrement remarquable pour les tenues de différents régiments anglais célèbre dont les plus connus sont Lifeguards et les Grenadier Guards.
Action Man est à l'origine de plusieurs évolutions majeures qui seront reprises ultérieurement aux États-Unis par GI Joe.  Les plus remarquables sont les cheveux floqués en 1970, les mains agrippantes en 1973 et les yeux mobiles en 1976,.
Notons qu'une figurine de type africain rejoindra l'équipe en 1977 seulement alors qu'une version afro-américaine sortira dès 1965 dans la gamme GI Joe.
À la suite du déferlement du thème espace dans les jouets après la sortie du film Star Wars, Action Man développera une gamme spatiale et perdra en réalisme.

## Génération 1993-2008

Action Man est une série de figurines articulées, ayant entrainé de nombreux produits dérivés.
Ces jouets sont toujours accompagnés d'un logo typique sur le bras de la figurine et ses vêtements, ainsi qu'une cicatrice sur la joue. Les figurines mesurent une trentaine de centimètres, mettant en scène Action Man dans plusieurs missions autour du monde, la plupart du temps pour vaincre Dr. X et ses sbires. Les jouets fonctionnent par collections annuelles d'une dizaine de nouvelles figurines et véhicules. Une série en images de synthèse sera créée au début des années 2000, relançant le succès de la licence. Les designs des figurines sont de plus en plus modernes et élaborés, notamment avec les méchants (Gangrène avec un corps en slime, Dr. X avec un bras-scie faisant des étincelles grâce à un mécanisme comportant un morceau de silex, etc.). En 2006, Action Man est renommé ACTION MAN A.T.O.M., les jouets changent complètement d'univers et adoptent un style moderne inspiré des mangas. Les figurines cessent d'être de 30 cm pour être de taille plus petite. Après deux années, Hasbro décide de ne plus éditer la licence.

## Personnages
Action Man est le héros (Il peut être représenté différemment selon l'époque) et Docteur X est son ennemi. Dr X possède une armée robotique appelée les X, apparus en 2004.
D'autres personnages ont été inventés.  Knuck et Natalie, et Redwolf (créé en 2004) parmi les amis.  Professeur Gangrene, Tempest, Antifreeze (créé en 2003) ou encore No Face (créé en 2004) parmi les ennemis.

## Séries télévisées
- 1995-97 : Action Man (première série par les studios DiC Entertainment)
- 2000-02 : Action Man (deuxième série)
- 2006-08 : Action Man: A.T.O.M. - Alpha Teens On Machines

## Films
- 2004 : Action Man: Robot Atak
- 2005 : Action Man X-Missions: The Movie
- 2005 : Action Man: Code Gangrene (au Mexique)

## Jeux vidéo
- Action Man: Raid on Island X, (PC, 1999)
- Action Man: Mission Xtreme, (PlayStation, 1999). Édité par Hasbro Interactive
- Action Man: Jungle Storm, (PC, 2000)
- Action Man: Search for Base X (Game Boy, 2001). Développé par Hasbro Interactive / Édité par THQ
- Action Man: Arctic Adventure (PC - Windows, 2001). Édité par Atari
- Action Man: Destruction X (PlayStation, 2001). Édité par 3DO
- Action Man: Destruction X (PC - Windows, 2001). Édité par Atari
- Action Man: Robot Atak (Game Boy Advance, 2004). Édité par Atari
- Action Man: A.T.O.M. - Alpha Teens On Machines (PlayStation 2, 2007)

## Jeux de société
- Action Man (1998), de MB pour 2 joueurs pour une durée moyenne de 25 minutes.

## Les cousins sous licence Hasbro
- Action Joe par CéJi Arbois puis Miro-Meccano en France
- Action Team par Schildkröt en Allemagne et par Polistil en Italie
- Geyperman (en) par Geyper en Espagne
- Falcon par Estrela au Brésil
- Joe Super Temerario en Argentine